# موقف سيارات متعدد الطوابق

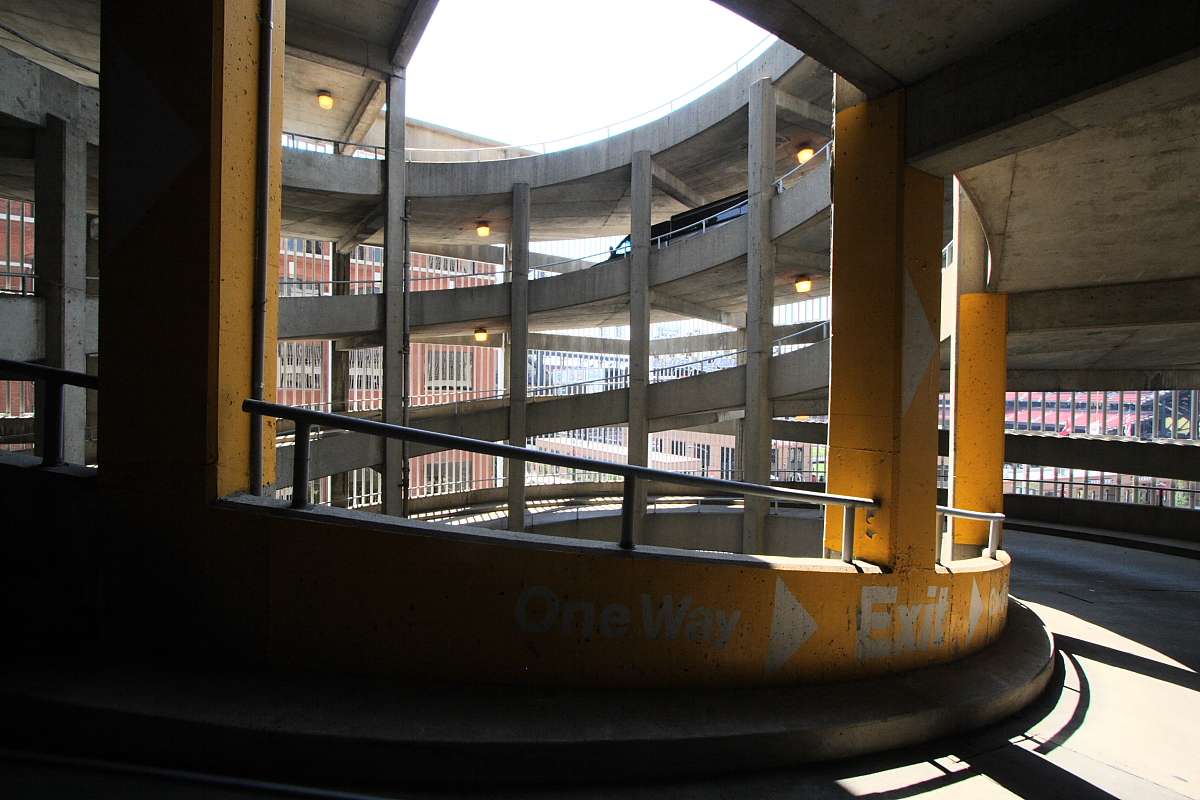
إنحدار نحو أحد مخارج موقف السيارات متعدد الطوابق في ملعب بوش في سانت لويس، ميزوري.

مواقف السيارات متعددة الأدوار هي إحدى أنواع مواقف السيارات، التي تُنشأ من عدة طوابق وتستخدم عادة في الأماكن العامة التي يرتادها الناس بكثرة مثل المناطق التجارية. وتحوي هذه المواقف على مسطحات مائلة أو منحدرات (Ramps) تمكن السيارات من الانتقال من مستوى إلى آخر، وتضمن نزول وصعود السيارات عليها بطريقة سليمة بحيث توفر الميول المناسبة لذلك.

## تاريخ
تم بناء أول موقف للسيارات متعدد الطوابق في عام 1918 لفندق لا سال في مدينة شيكاغو، إلينوي في الولايات المتحدة، والذي صممه هولابيرد وروش. وقد تم هدم الفندق في عام 1976، لكن موقف السيارات ظل موجودا لإتخاذه معلما من معالم المدينة. لكنه تعرض للهدم في عام 2005 بعد أن فشل في الحصول على مكانة بارزة من مدينة شيكاغو. وقد تم بناء برج سكني من 49 طابقا في مكانه في عام 2008.
هناك رأي آخر يدعم نظرية أن أول موقف للسيارات متعدد الطوابق بالعالم قد تم بناؤه في غلاسكو، اسكتلندا بين 1906 و 1912. كما تشير بعض الرسومات الكاريكاتورية الإنجليزية في عشرينيات القرن العشرين، إلى وجود هذه المواقف أيضا.

## التصميم

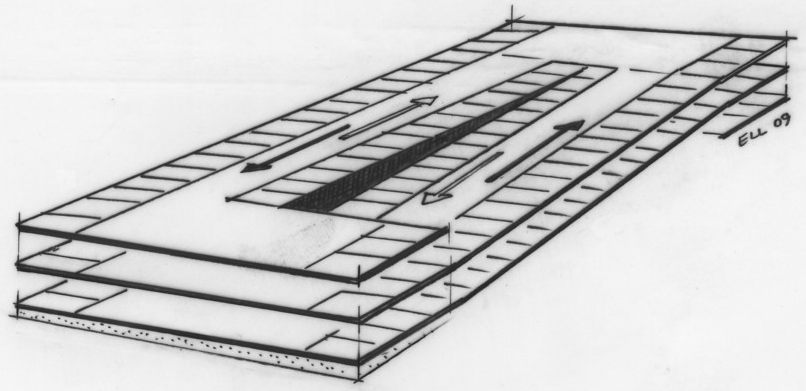
منظور لأحد المواقف متعددة الطوابق.

يختلف تصميم المواقف متعددة الأدوار من مبنى لآخر، لكن اختيار الموقع يجب أن يكون بعيداً عن التقاطعات، ويفضل أن يكون بين المباني لمنع الزحام في الشوارع. يعتمد تصميم المدخل على ما إذا كانت المواقف ستكون ذات خدمة ذاتية أو بمساعدة أحد العاملين، وعندما تستخدم المواقف ذات الخدمة الذاتية فإنه يمكن للمركبات أن تتدفق بسهولة. وهذه الأنواع من المواقف تقدم معدل تدفق يتراوح بين 300 إلى 500 سيارة في الساعة.
بالنسبة للمنحدرات، يتم الفصل في حركة المرور في المنحنيات ذات الاتجاهين. ويوجد منها أنواع هي: المنحدر المستقيم، والمنحدر الحلزوني. ويجب أن تحوي هذه المواقف على مصاعد، وسلالم طوارئ، ومخارج طوارئ، ومواقف ذوي الاحتياجات الخاصة.

## انظر أيضا

موقف أوتوماتيكي تحت الأرض في أثينا، اليونان.

## وصلات خارجية
- "موقف السيارات الأوتماتيكي المدمج الغير مرئي. Patent RU 97419". مؤرشف من الأصل في 2018-11-15.
- "خلاصة عن تاريخ مواقف السيارت". مؤرشف من الأصل في 2016-04-13. اطلع عليه بتاريخ 2007-02-22.
- "المواقف المؤتمتة". مؤرشف من الأصل في 2019-12-14.